# Tour Méditerranéen 2000
Il Tour Méditerranéen 2000, ventisettesima edizione della corsa, si svolse dal 9 al 13 febbraio su un percorso di 669 km ripartiti in 5 tappe (la seconda suddivisa in due semitappe). Fu vinta dal francese Laurent Jalabert della ONCE-Deutsche Bank davanti agli statunitensi Bobby Julich e Jonathan Vaughters.

## Tappe
| Tappa  | Data        | Percorso                             | km  | Vincitore di tappa | Leader cl. generale |
| ------ | ----------- | ------------------------------------ | --- | ------------------ | ------------------- |
| 1ª     | 9 febbraio  | Carcassonne > Béziers                | 120 | Jaan Kirsipuu      | Jaan Kirsipuu       |
| 2ª-1ª  | 10 febbraio | Mauguio > Cavaillon                  | 106 | Jeremy Hunt        | Jaan Kirsipuu       |
| 2ª-2ª  | 10 febbraio | Merindol > Cadenet (cron. a squadre) | 35  | ONCE-Deutsche Bank | Laurent Jalabert    |
| 3ª     | 11 febbraio | Gréasque > La Seyne-sur-Mer          | 135 | Tom Steels         | Laurent Jalabert    |
| 4ª     | 12 febbraio | La Londe > Mont Faron                | 148 | Laurent Jalabert   | Laurent Jalabert    |
| 5ª     | 13 febbraio | La Seyne-sur-Mer > Marsiglia         | 125 | Mario Cipollini    | Laurent Jalabert    |
| Totale | Totale      | Totale                               | 669 |                    |                     |

## Dettagli delle tappe

### 1ª tappa
- 9 febbraio: Carcassonne > Béziers – 120 km

| Pos. | Corridore        | Squadra       | Tempo    |
| ---- | ---------------- | ------------- | -------- |
| 1    | Jaan Kirsipuu    | AG2R          | 2h20'14" |
| 2    | Fabio Baldato    | Fassa Bortolo | s.t.     |
| 3    | Emmanuel Magnien | FDJ           | s.t.     |

| Pos. | Corridore        | Squadra       | Tempo    |
| ---- | ---------------- | ------------- | -------- |
| 1    | Jaan Kirsipuu    | AG2R          | 2h20'14" |
| 2    | Fabio Baldato    | Fassa Bortolo | s.t.     |
| 3    | Emmanuel Magnien | FDJ           | s.t.     |

### 2ª tappa
- 10 febbraio: Mauguio > Cavaillon – 106 km

| Pos. | Corridore         | Squadra      | Tempo    |
| ---- | ----------------- | ------------ | -------- |
| 1    | Jeremy Hunt       | Big Mat      | 2h32'48" |
| 2    | Mario Cipollini   | Saeco        | s.t.     |
| 3    | Miguel Ángel Meza | Team Colpack | s.t.     |

| Pos. | Corridore        | Squadra       | Tempo    |
| ---- | ---------------- | ------------- | -------- |
| 1    | Jaan Kirsipuu    | AG2R          | 4h52'52" |
| 2    | Fabio Baldato    | Fassa Bortolo | a 4"     |
| 3    | Emmanuel Magnien | FDJ           | a 6"     |

### 3ª tappa
- 10 febbraio: Merindol > Cadenet (cron. a squadre) – 35 km

| Pos. | Squadra            | Tempo  |
| ---- | ------------------ | ------ |
| 1    | ONCE-Deutsche Bank | 43'26" |
| 2    | Crédit Agricole    | a 3"   |
| 3    | Mapei-Quick Step   | a 47"  |

| Pos. | Corridore           | Squadra | Tempo    |
| ---- | ------------------- | ------- | -------- |
| 1    | Laurent Jalabert    | ONCE    | 5h36'33" |
| 2    | José Iván Gutiérrez | ONCE    | s.t.     |
| 3    | Abraham Olano       | ONCE    | s.t.     |

### 4ª tappa
- 11 febbraio: Gréasque > La Seyne-sur-Mer – 135 km

| Pos. | Corridore       | Squadra       | Tempo    |
| ---- | --------------- | ------------- | -------- |
| 1    | Tom Steels      | Mapei         | 2h29'53" |
| 2    | Mario Cipollini | Saeco         | s.t.     |
| 3    | Marco Zanotti   | Liquigas-Pata | s.t.     |

| Pos. | Corridore           | Squadra | Tempo    |
| ---- | ------------------- | ------- | -------- |
| 1    | Laurent Jalabert    | ONCE    | 8h06'26" |
| 2    | José Iván Gutiérrez | ONCE    | s.t.     |
| 3    | Abraham Olano       | ONCE    | s.t.     |

### 5ª tappa
- 12 febbraio: La Londe > Mont Faron – 148 km

| Pos. | Corridore        | Squadra       | Tempo    |
| ---- | ---------------- | ------------- | -------- |
| 1    | Laurent Jalabert | ONCE          | 3h48'58" |
| 2    | Davide Rebellin  | Liquigas-Pata | a 15"    |
| 3    | David Moncoutié  | Cofidis       | a 20"    |

| Pos. | Corridore          | Squadra         | Tempo     |
| ---- | ------------------ | --------------- | --------- |
| 1    | Laurent Jalabert   | ONCE            | 11h55'14" |
| 2    | Bobby Julich       | Crédit Agricole | a 51"     |
| 3    | Jonathan Vaughters | Crédit Agricole | a 1'09"   |

### 6ª tappa
- 13 febbraio: La Seyne-sur-Mer > Marsiglia – 125 km

| Pos. | Corridore       | Squadra       | Tempo    |
| ---- | --------------- | ------------- | -------- |
| 1    | Mario Cipollini | Saeco         | 3h10'30" |
| 2    | Tom Steels      | Mapei         | s.t.     |
| 3    | Marco Zanotti   | Liquigas-Pata | s.t.     |

| Pos. | Corridore          | Squadra         | Tempo     |
| ---- | ------------------ | --------------- | --------- |
| 1    | Laurent Jalabert   | ONCE            | 15h05'51" |
| 2    | Bobby Julich       | Crédit Agricole | a 51"     |
| 3    | Jonathan Vaughters | Crédit Agricole | a 1'09"   |

## Classifiche finali

### Classifica generale
| Pos. | Corridore          | Squadra          | Tempo     |
| ---- | ------------------ | ---------------- | --------- |
| 1    | Laurent Jalabert   | ONCE             | 15h05'51" |
| 2    | Bobby Julich       | Crédit Agricole  | a 51"     |
| 3    | Jonathan Vaughters | Crédit Agricole  | a 1'09"   |
| 4    | Davide Rebellin    | Liquigas-Pata    | a 1'16"   |
| 5    | Giuliano Figueras  | Mapei-Quick Step | a 1'20"   |
| 6    | Andrei Kivilev     | AG2R Prév.       | a 1'30"   |
| 7    | Axel Merckx        | Mapei-Quick Step | a 1'45"   |
| 8    | Abraham Olano      | ONCE             | a 1'55"   |
| 9    | Roberto Petito     | Fassa Bortolo    | a 2'05"   |
| 10   | Daniele Nardello   | Mapei-Quick Step | a 2'14"   |